# Selección femenina de voleibol de Hungría
La selección femenina de voleibol de Hungría es el equipo representativo del país en las competiciones oficiales de voleibol. Participa en los torneos organizados por la Confederación Europea de Voleibol, así como en los de la Federación Internacional de Voleibol.
En el 2018 participa en Challenger Cup en la Seria A junto a Colombia y Perú.